# 1960年ローマオリンピックのオーストリア選手団
1960年ローマオリンピックのオーストリア選手団（1960ねんローマオリンピックのオーストリアせんしゅだん）は、1960年8月25日から9月11日にかけてイタリアの首都ローマで開催された1960年ローマオリンピックのオーストリア選手団、およびその競技結果。

## メダル
| メダル | 選手名                          | 競技   | 種目              |
| ------ | ------------------------------- | ------ | ----------------- |
| 金     | Hubert Hammerer                 | 射撃   | 300mライフル3姿勢 |
| 銀     | Alfred Sageder Josef Kloimstein | ボート | 舵なしペア        |